# Ronde van Flores
De Ronde van Flores is een meerdaagse wielerwedstrijd op het Indonesische eiland Flores die sinds 2016 wordt georganiseerd. De wedstrijd bestaat uit vijf etappes en maakt deel uit van de UCI Asia Tour in de categorie 2.2.

## Lijst van winnaars

### Overwinningen per land
| Overwinningen | Land                |
| ------------- | ------------------- |
| 1             | Verenigd Koninkrijk |
| 1             | Frankrijk           |

2005 · 
2006 · 
2007 · 
2008 · 
2009 · 
2010 · 
2011 · 
2012 · 
2013 · 
2014 ·
2015 ·
2016 ·
2017 ·
2018 ·
2019 ·
2020 ·
2021 ·
2022 ·
2023 · 
2024 · 
2025
Belangrijkste wedstrijden

Ronde van Hainan · Japan Cup · Ronde van Sharjah · Ronde van het Taihu-meer · Ronde van Fuzhou · Ronde van Dubai · Ronde van Qatar · Ronde van Oman · Ronde van Langkawi · Ronde van Taiwan · Ronde van Iran · Ronde van Japan · Ronde van Korea · Ronde van het Qinghaimeer · Ronde van China I · Ronde van China II · Ronde van Almaty